# Przelewice (Człopa)
Przelewice (deutsch Prellwitz, früher Prellwiz) ist ein Dorf in der Stadt- und Landgemeinde (Gmina) Człopa (Schloppe) im Powiat Wałecki (Deutsch Kroner Kreis) der polnischen Woiwodschaft Westpommern.

## Geographische Lage
Die Ortschaft liegt im Netzedistrikt im ehemaligen Westpreußen, etwa 35 Kilometer südwestlich von Deutsch Krone (Wałcz) und fünf Kilometer südlich der Stadt Schloppe (Człopa). Durch das Dorf fließt das kleine Flüsschen Mühlenfließ (poln. Człopica), das bei Schloppe entspringt und nach 29 Kilometern in die Drage (poln. Drawa) mündet.

## Geschichte

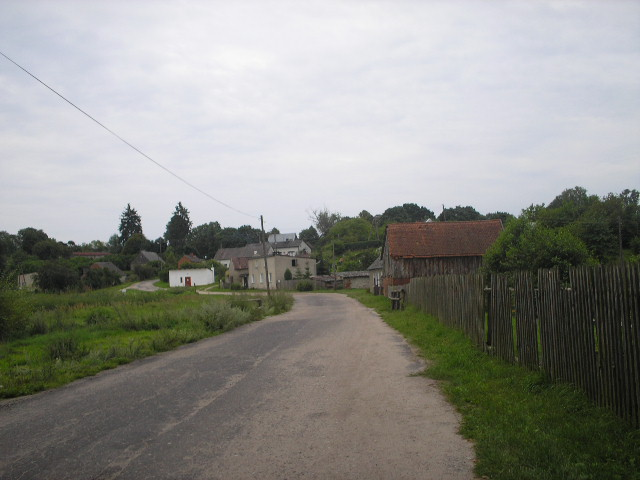
Dorfstraße (April 2005)

Die Grenzregion des Netzedistrikts, in der das Dorf liegt, hatte ursprünglich zum Herzogtum Pommern gehört, war vorübergehend unter polnische Herrschaft gelangt und dann an die Markgrafen von Brandenburg gekommen. Im Rahmen der Ersten Teilung Polen-Litauens wurde das Dorf 1772 zusammen mit dem Landkreis Deutsch Krone mit Preußen wiedervereinigt.
Das Dorf gehörte einst zu den sogenannten Goltzschen Gütern, und zwar zur Herrschaft Zützer.
Aus dem Jahr 1641 ist die Ortsbezeichnung Prelwidz seu Pieczysko, auch Pieczyski, überliefert. Pieczysko ist ein alter Ziegelofen.  Grundherr war um 1783 Baron von der Goltz.
Um 1930 hatte die Gemeinde Bevilsthal eine 19,4 km² große Gemarkungsfläche, und auf dem Gemeindegebiet befanden sich drei Wohnplätze, auf denen insgesamt 56 bewohnte Wohnhäuser standen:
- Freigut Prellwitz
- Kleinmühl
- Prellwitz

Prellwitz gehörte bis 1919 zum Landkreis Deutsch Krone im Regierungsbezirk Marienwerder der preußischen Provinz Westpreußen. Von 1919 bis 1939 war das Dorf in die Provinz Grenzmark Posen-Westpreußen eingegliedert. Im Jahr 1945 gehörte Prellwitz zum Landkreis Deutsch Krone im Regierungsbezirk Grenzmark Posen-Westpreußen der preußischen Provinz Pommern des Deutschen Reichs. Prellwitz war dem Amtsbezirk Zützer zugeordnet.
Im Februar 1945 wurde Prellwitz von der Roten Armee besetzt. Nach Beendigung der Kampfhandlungen wurde die Region seitens der sowjetischen Besatzungsmacht zusammen mit ganz Hinterpommern und der südlichen Hälfte Ostpreußens – militärische Sperrgebiete ausgenommen – der Volksrepublik Polen zur Verwaltung überlassen. Es wanderten nun Polen zu. Prellwitz wurde unter der polnischen Ortsbezeichnung „Przelewice“ verwaltet. Die einheimische Bevölkerung wurde von der polnischen Administration aus Prellwitz vertrieben.
Der in die Stadt- und Landgemeinde Człopa eingegliedert Ort zählt heute etwa 200 Einwohner.

### Demographie
| Jahr | Einwohner | Anmerkungen |
| ---- | --------- | --- |
| 1783 | –         | adliges Dorf und Vorwerk mit zwei Mahl-Wassermühlen, 25 Feuerstellen (Haushaltungen), im Netzedistrikt, Kreis Krone |
| 1818 | 205       | adliges Dorf, Gutsherrschaft Zützer                                                                                 |
| 1864 | 418       | Dorf und Vorwerk, darunter 416 Evangelische und zwei Katholiken                                                     |
| 1910 | 265       | am 1. Dezember, davon 252 Evangelische und 13 Katholiken                                                            |
| 1925 | 373       | darunter 359 Evangelische und 14 Katholiken                                                                         |
| 1933 | 377       | [ 7 ] |
| 1939 | 348       | am 17. Mai |

## Kirche
Bis 1901 war Prellwitz in das evangelische Kirchspiel Schloppe eingegliedert. Danach kam es zur Pfarrei Zützer (heute polnisch: Szczuczarz). Damit gehörte das Dorf zum Kirchenkreis Deutsch Krone der Kirche der Altpreußischen Union.
Die nach 1945 zugewanderte polnische Bevölkerung gehört zur katholischen Pfarrei Człopa im Dekanat Mirosławiec (Märkisch Friedland) im Bistum Köslin-Kolberg.

## Verkehr
Eine Nebenstraße verbindet den Ort mit der Woiwodschaftsstraße 177, die von Wieleń (Filehne) kommend über Człopa, Tuczno (Tütz) und Mirosławiec (Märkisch Friedland) bis nach Czaplinek (Tempelburg) führt. Bis zur Kreisstadt Wałcz (Deutsch Krone) sind es 30 Kilometer.
Einen Bahnanschluss gibt es seit 1988 nicht mehr. Seit 1899 lag das Dorf an der damals erbauten Kleinbahn Kreuz–Schloppe–Deutsch Krone. Diese wurde bis 1945 von den Bahnen des Kreises Deutsch Krone betrieben und dann von der Polnischen Staatsbahn bis zu ihrer Stilllegung 1988 weitergeführt. Heute ist die Region vom Bahnnetz abgeschnitten.

## Persönlichkeit des Ortes
- Walter E. Lemcke (1891–1955), deutscher Bildhauer